# Supernovă

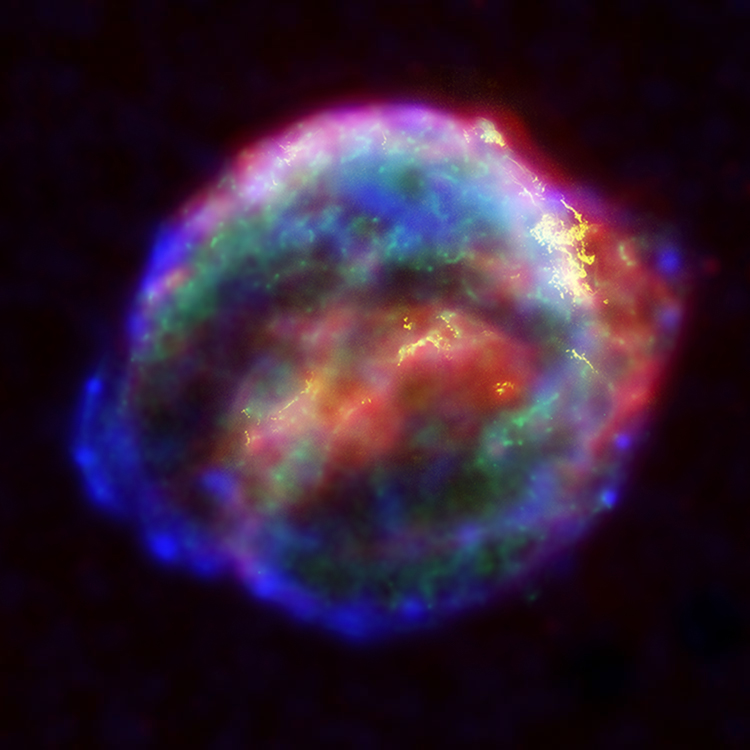
Imagine compilată pe mai multe lungimi de undă: raze X, infraroșu și spectru vizibil cu resturile supernovei lui Kepler, SN 1604. (Observatorul de raze X Chandra)

O supernovă este o explozie stelară mai puternică decât o novă. Supernovele sunt extrem de luminoase și cauzează o explozie de radiații care adesea este mai strălucitoare decât o întreagă galaxie, înainte de a dispărea după câteva săptămâni sau luni. De-a lungul acestui interval, o supernovă poate radia tot atâta energie cât ar putea emite Soarele pe toată durata sa de viață. Explozia elimină mare parte sau tot materialul unei stele cu o viteză de până la 30.000 km/s (o zecime din viteza luminii), declanșând propagarea unei unde de șoc în mediul interstelar înconjurător. Unda de șoc duce la răspândirea unui nor de gaz și praf denumit rămășiță de supernovă.
Există mai multe feluri de supernove care pot fi declanșate într-unul din două moduri, fie prin oprirea, fie prin pornirea bruscă a producției de energie prin fuziune nucleară. După ce centrul unei stele masive și bătrâne încetează să mai genereze energie prin fuziune nucleară, ea poate suferi un colaps gravitațional brusc devenind stea neutronică sau gaură neagră și eliminând energie potențială gravitațională ce încălzește și împinge în afară straturile exterioare ale stelei. Altfel, o pitică albă poate acumula suficient material de la o stea companion (de regulă prin acreție, rareori prin fuziune) pentru a-și crește temperatura miezului suficient pentru a declanșa fuziunea nucleară a carbonului. Centrele stelare ale căror surse de energie se epuizează complet se prăbușesc când limita lor depășește limita Chandrasekhar, iar piticele albe se aprind atunci când se apropie de această limită (aproximativ 1,38 de mase solare). Piticele albe sunt și supuse unui alt tip, mai mic de explozie termonucleară alimentată de hidrogen la suprafața lor, explozie denumită nova. Stelele solitare cu o masă sub o limită de aproximativ nouă mase solare, cum ar fi chiar Soarele, evoluează în pitice albe fără a deveni supernove.
În medie, supernovele apar o dată la fiecare 50 de ani într-o galaxie de dimensiunile Căii Lactee. Ele joacă un rol semnificativ în îmbogățirea mediului interstelar cu elemente de mase mari. Mai mult, undele de șoc propagate după explozie pot declanșa formarea de noi stele.
Nova înseamnă „nou” în limba latină, o referință la ceea ce pare a fi o nouă stea, foarte strălucitoare pe sfera cerească; Prefixul „super-” face distincția între supernove și nove, obișnuite care implică și ele creșterea în strălucire a unei stele, dar mai puțin și printr-un cu totul alt mecanism.

## Istoria observațiilor

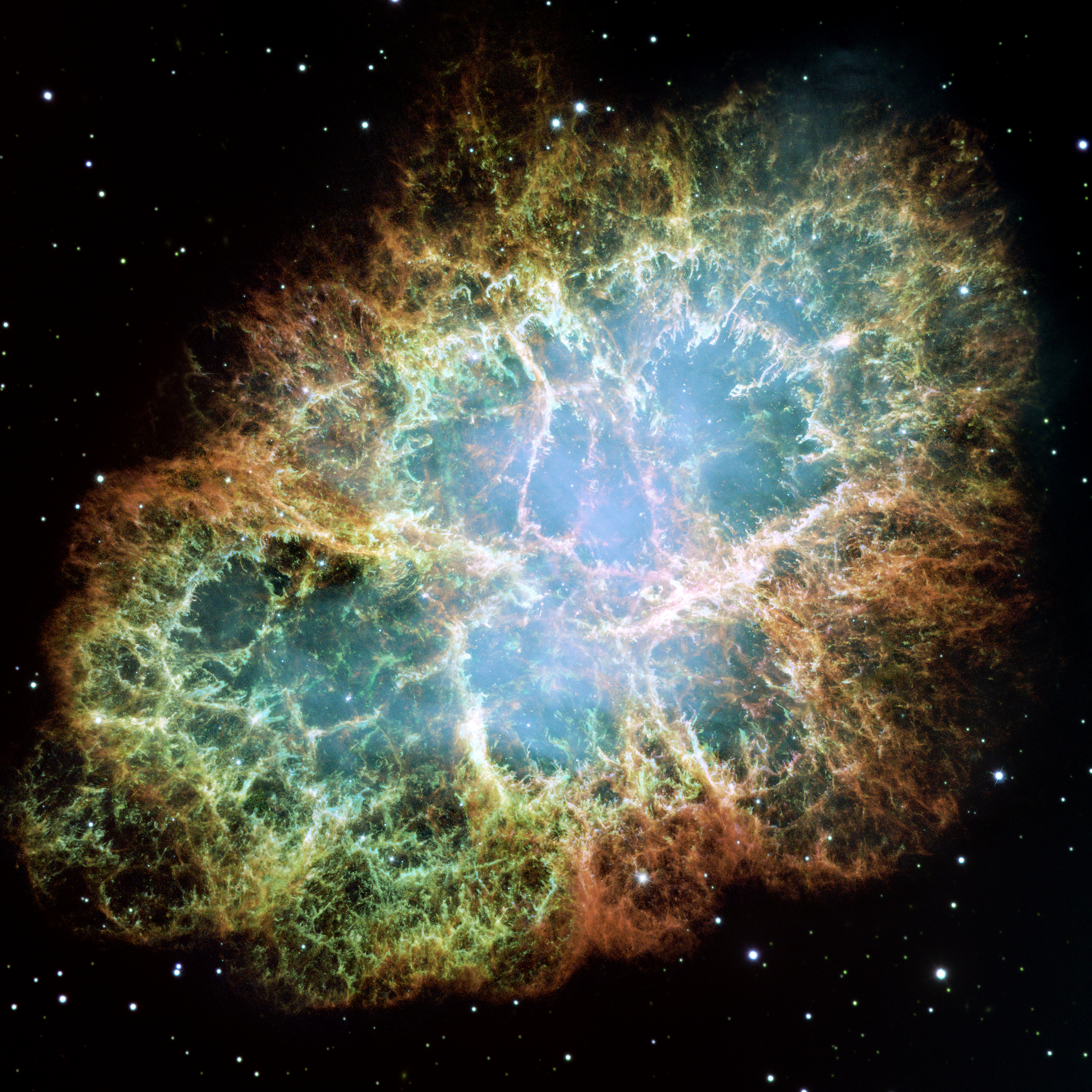
Nebuloasa Crabului este asociată cu supernova 1054.

Prima supernovă atestată istoric, SN 185, a fost văzută de astronomii chinezi în anul 185 î.Hr. Cea mai strălucitoare supernovă a fost SN 1006, descrisă în detaliu de astronomii chinezi și arabi. Supernova SN 1054 a produs nebuloasa Crabului. Supernovele SN 1572 și SN 1604, ultimele observate cu ochiul liber în galaxia Calea Lactee, au avut efecte semnificative asupra dezvoltării astronomiei europene, deoarece au fost utilizate ca argument împotriva ideii aristoteliene că universul de dincolo de lună și de planete este fix.
De la dezvoltarea telescopului, descoperirile de supernove s-au extins la alte galaxii, începând cu observarea în 1885 a supernovei S Andromedae în galaxia Andromeda. Supernovele aduc informații importante despre distanțele cosmologice. În secolul al XX-lea, s-au dezvoltat modelele de succes pentru fiecare tip de supernovă, și a început să se înțeleagă rolul supernovelor în procesul de formare a stelelor.
În anii 1960, astronomii au descoperit că intensitățile maxime ale exploziilor supernovelor pot fi folosite ca indicatori de distanță. Unele dintre cele mai îndepărtate supernove observate recent par mai slabe decât s-ar aștepta. Aceasta este un indiciu ce sugerează că expansiunea universului accelerează. S-au dezvoltat noi tehnici de reconstituire a exploziilor de supernove despre care nu există dovezi scrise ale observațiilor. Data supernovei Cassiopeia A a fost determinată după ecoul luminos în raport cu nebuloasele, iar vârsta rămășiței de supernovă RX J0852.0-4622 s-a estimat din măsurători de temperatură și din emisiile de radiații gamma din descompunerea titanului 44. În 2009, s-au descoperit azotați în depozitele de gheață din Antarctica, ceea ce ar putea corespunde unor supernove din trecut.

## Descoperire
Întrucât supernovele sunt evenimente relativ rare la scara unei galaxii, și au loc o dată la fiecare aproximativ 50 de ani în Calea Lactee, obținerea unui eșantion de supernove pentru studiat impune monitorizarea constantă a numeroase galaxii.
Supernovele din alte galaxii nu pot fi prezise cu acuratețe. De obicei, atunci când sunt descoperite, ele sunt deja în plină desfășurare. Observarea luminozității lor maxime este de foarte mare interes științific. De aceea, este important ca ele să fie descoperite cu mult înainte de a atinge punctul de maxim. Astronomii amatori, cu mult mai numeroși decât cei profesioniști, au jucat un rol important în descoperirea de supernove, de regulă prin urmărirea unor galaxii apropiate cu telescopul optic și comparând imaginea cu fotografii mai vechi.
Spre sfârșitul secolului al XX-lea, astronomii au început să utilizeze telescoape controlate de calculator și cu CCD-uri pentru detecția de supernove. Asemenea sisteme sunt populare printre amatori și există instalații mari profesionale, cum ar fi Katzman Automatic Imaging Telescope. Recent, a fost demarat proiectul Supernova Early Warning System (SNEWS) cu ajutorul unei rețele de detectoare de neutrini cu scopul de a afla din timp de eventualitatea unei supernove în galaxia Calea Lactee. Neutrinii sunt particule produse în mari cantități de o explozie de supernova, și nu sunt absorbiți de gazul și praful interstelar din discul galactic.
Căutările de supernove se clasifică în două categorii: cele concentrate pe evenimente apropiate și cele care caută explozii în spațiul mai îndepărtat. Din cauza expansiunii universului, distanța față de un obiect îndepărtat cu un spectru de emisie cunoscut poate fi estimată prin măsurarea deplasării spre roșu; în medie, obiectele mai îndepărtate se îndepărtează cu viteze mai mari decât cele apropiate, și au o deplasare spre roșu mai pronunțată. Astfel, căutarea se împarte între deplasarea mare și deplasarea mică, limita fiind în preajma unei deplasări spre roșu de'z = 0,1–0,3—unde z este o măsură adimensională a deplasării frecvenței spectrului.
Căutările de supernove cu deplasări spre roșu mari implică de regulă observarea curbelor de lumină ale supernovei. Acestea sunt utile pentru generarea de diagrame Hubble și pentru a face predicții cosmologice. La deplasări spre roșu mici, spectroscopia supernovelor este mai practică decât la deplasări mari, și este folosită pentru a studia fizica supernovelor. Observațiile la deplasare spre roșu mică dau și capătul de distanță mică al curbei Hubble, un grafic al deplasării spre roșu în funcție de distanță pentru galaxiile vizibile.

## Convenție de denumire

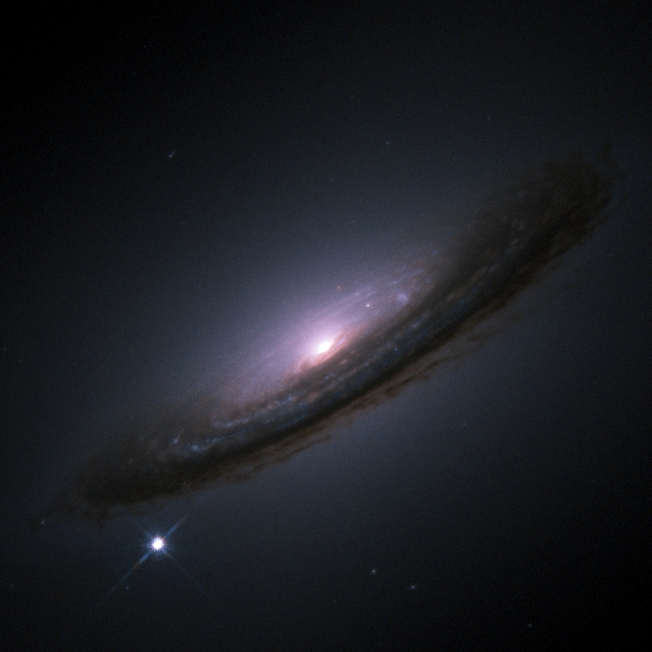
SN 1994D din galaxia NGC 4526 (punctul luminos din stânga-jos). Imagine NASA, ESA, Hubble Key Project Team, și The High-Z Supernova Search Team

Descoperirile de supernove se raportează la Biroul Central de Telegrame Astronomice al Uniunii Astronomice Internaționale, care trimite o circulară cu numele pe care i-l asignează. Numele este format din anul descoperirii, urmat imediat de o denumire dintr-una sau două litere. Primele 26 de supernove ale anului primesc o literă mare de la A la Z. După acestea, se utilizează perechi de litere mici, începând cu aa, ab, și așa mai departe. Astronomii profesioniști și cei amatori descoperă câteva sute de supernove în fiecare an (367 în 2005, 551 în 2006 și 572 în 2007). De exemplu, ultima supernovă din 2005 a fost SN 2005nc, ceea ce arată că a fost a 367-a supernovă găsită în 2005.
Supernovele istorice sunt cunoscute doar după anul în care au avut loc: SN 185, SN 1006, SN 1054, SN 1572 (Noval lui Tycho) și SN 1604 (Steaua lui Kepler). Din 1885, s-a utilizat notația cu litere, chiar dacă a existat o singură supernova descoperită în acel an (de exemplu, SN 1885A, 1907A etc.)—ultima oară când s-a întâmplat aceasta a fost cu SN 1947A. Abrevierea "SN" este un prefix opțional.

## Clasificare
Ca parte din tentativa de înțelegere a supernovelor, astronomii le-au clasificat după liniile de absorbție ale diferitelor elemente chimice care apar în spectrele lor. Primul element pentru împărțire este prezența sau absența unei linii din cauza hidrogenului. Dacă spectrul unei supernove conține o linie a hidrogenului (denumită serie Balmer în porțiunea vizibilă a spectrului) ea este considerată de tip II; altfel, ea este de tip I. Printre aceste tipuri, există subdiviziuni conform prezenței liniilor altor elemente și forma curbei de lumină (un grafic al variației luminozității aparente în timp).
| Tip       | Caracteristici |
| --------- | --- |
| Tipul I   | |
| Tipul Ia  | Îi lipsește hidrogenul și prezintă o linie de Siliciu simplu ionizat (Si II) la 615,0 nm (nanometri), în preajma luminozității maxime. |
| Tipul Ib  | Linie de heliu neionizat (He I) la 587,6 nm fără linii de absorbție pronunțate de siliciu lângă 615 nm.                                |
| Tipul Ic  | Linii de heliu slabe sau absente, fără linii de absorbție de heliu lângă 615 nm.                                                       |
| Tipul II  | |
| Tipul IIP | Ajunge la un maxim care rămâne o vreme constant pe curba de lumină                                                                     |
| Tipul IIL | Prezintă o scădere „liniară” a curbei de lumină.                                                                                       |

Supernovele de tipul II pot fi împărțite și mai mult pe baza spectrului. Deși majoritatea supernovelor de tipul II prezintă linii de emisie foarte largi, ceea ce indică viteze de expansiune de mai multe mii de kilometri pe secundă, unele au trăsături foarte înguste. Acest tip se numește tipul IIn, unde 'n' vine de la narrow (îngust). Supernovele care nu intră în clasificările normale intră în clasa 'pec' (de ;a peculiar, ciudat).
Câteva supernove, cum ar fi SN 1987K și SN 1993J, par să-și schimbe tipul: prezintă la început linii de hidrogen, dar, pe parcursul câtorva săptămâni sau luni, ajung să fie dominate de liniile de heliu. Termenul „tip IIb” este utilizat pentru a descrie combinația trăsăturilor asociate în mod normal cu tipurile II și Ib.

## Modelele actuale

### Tipul Ia
Există mai multe moduri prin care se poate forma o supernovă de acest tip, dar aceste moduri au toate un mecanism de bază comun. Dacă o pitică albă cu miezul de carbon-oxigen a adunat suficientă materie pentru a atinge limita Chandrasekhar de aproximativ 1,38 mase solare (pentru o stea fără mișcare de rotație), ea nu va mai putea susține cantitatea mare de plasmă cu ajutorul presiunii de degenerare a electronilor și va începe să se contracte. Opinia actuală este aceea că limita aceasta nu este atinsă în mod normal; creșterea temperaturii și a densității din interiorul miezului duc la declanșarea fuziunii carbonului pe măsură ce steaua se apropie de limită (la o distanță de aproximativ 1%), înainte de declanșarea colapsului. În câteva secunde, o porțiune substanțială din materia piticei albe intră în fuziune nucleară, eliberând suficientă energie (1–2 × 1044 jouli) pentru a dezlega steaua într-o explozie supernova. Se generează o undă de șoc, materia atingând viteze de ordinul a 5.000–20.000 km/s, aproximativ 3% din viteza luminii. Apare și o creștere semnificativă de luminozitate, până la magnitudinea absolută de -19.3 (de 5 miliarde de ori mai mare decât Soarele).
Un model de formare a acestei categorii de supernove este un sistem solar binar cu două stele apropiate. Cea mai mare dintre cele două stele este prima care iese din secvența principală, și se mărește formând o gigantă roșie. Orbita comună a celor două stele începe acum să se micșoreze, întrucât cele două stele ajung să aibă o coroană comună. Giganta își expulzează apoi propria coroană, pierzând masă până în momentul în care nu mai poate continua fuziunea nucleară. În acest punct, ea devine o pitică albă, compusă mai ales din carbon și oxigen. În cele din urmă, și cea de-a doua stea iese de pe secvența principală, devenind gigantă roșie. Materia expulzată de giganta roșie este însă adunată prin acreție de pitica albă, ceea ce cauzează creșterea masei celei din urmă.
Un alt model de formare a exploziilor de tip Ia implică fuziunea a două pitice albe, masa combinată depășind pentru scurt timp limita Chandrasekhar. O pitică albă poate prelua materie și de la alte tipuri de stele companion, inclusiv de la o stea din secvența principală (dacă orbita este suficient de mică).
Supernovele de tip Ia descrie o curbă de lumină caracteristică după explozie. Luminozitatea este generată de dezintegrarea izotopului radioactiv nichel-56 în cobalt-56 și mai departe în fier-56. Luminozitatea maximă pe curba de lumină era considerată a fi constantă la toate supernovele de tip Ia (din care marea majoritate se formează cu aceeași masă, prin mecanismul de acreție), cu o magnitudine absolută de aproximativ -19.3. Aceasta le-ar permite să fie folosite ca o unitate standard secundară pentru măsurarea distanței până la galaxia gazdă. Descoperiri mai recente au arătat, însă, că lungimea acestei curbe standard evoluează, și deci și luminozitatea intrinsecă a supernovelor, dar că această evoluție poate fi găsită doar prin studiul supernovelor pe o gamă largă de valori ale deplasării spre roșu.

### Tipurile Ib și Ic

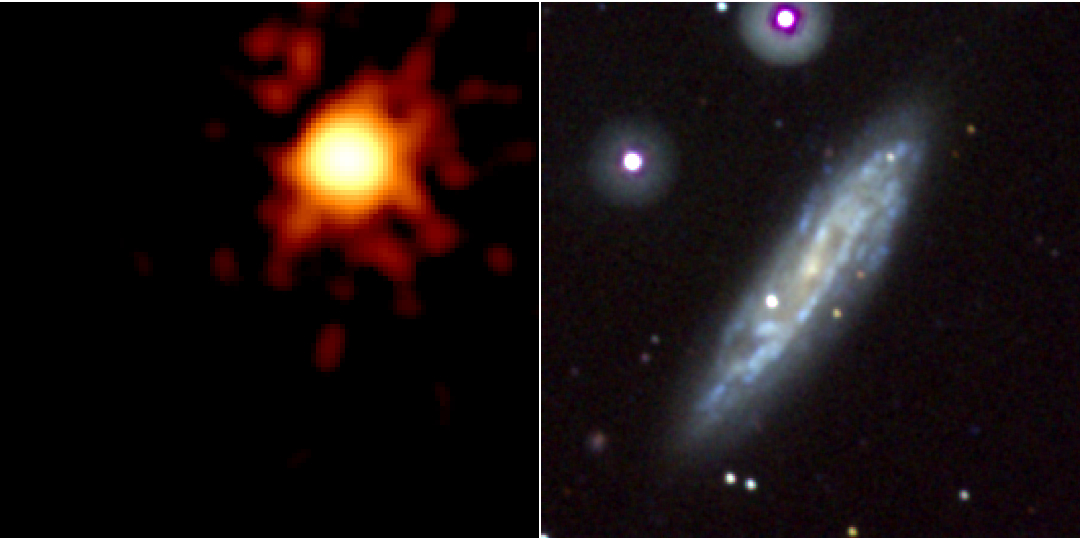
SN 2008D, o supernovă de tip Ib, văzută în raze X (stânga) și în spectrul vizibil (dreapta) într-un capăt îndepărtat al galaxiei. NASA image.

Aceste evenimente, ca și supernovele de tip II, sunt probabil stele masive care rămân fără material pentru alimentarea centrului lor; stelele generatoare de supernove de tipurile Ib și Ic și-au pierdut, însă, mare parte din coroana exterioară de hidrogen din cauza vânturilor stelare puternice sau prin interacțiunea cu o stea companion. Supernovele de tip Ib sunt considerate a fi rezultatul unei stele masive de tip Wolf-Rayet. Conform câtorva indicii, câteva procente din supernovele de tip Ic ar putea fi surse de explozii de radiații gamma (GRB), dar se crede și că orice supernovă de tip Ib sau Ic lipsită de hidrogen ar putea fi sursă de GRB, în funcție de geometria exploziei.

### Tipul II

Straturile unei stele masive evoluate până în punctul dinaintea colapsului. (Nu se respectă o scară a mărimilor.)

Stelele cu cel puțin nouă mase solare evoluează într-o manieră complexă. În centrul stelei, hidrogenul se transformă prin fuziune în heliu și energia termică eliberată creează o presiune îndreptată spre exterior, ceea ce menține miezul în echilibru hidrostatic și previne colapsul.
Când rezerva de hidrogen din miez se epuizează, această presiune spre exterior nu se mai creează. Miezul începe să se strângă, ceea ce cauzează o creștere a temperaturii și presiunii până în punctul în care heliul începe să fuzioneze și el producând carbon, reacție ce produce și ea suficientă presiune pentru a frâna colapsul. Miezul se extinde și se răcește ușor într-un strat exterior unde mai fuzionează încă hidrogenul, având în centru un miez cu presiune mai mare, în care fuzionează heliul. (În aceste reacții se creează și, în unele cazuri, se consumă și alte elemente cum ar fi magneziu, sulf și calciu.)
Acest proces se repetă de câteva ori, și de fiecare dată când miezul intră în colaps, colapsul este oprit de declanșarea unui proces de fuziune de nuclee mai masive la temperaturi și presiuni mai mari. Fiecare strat este împiedicat să se prăbușească de căldura și de presiunea spre exterior a procesului de fuziune din stratul de sub el; reacția din fiecare strat are loc la temperaturi mai mari și într-un timp mai scurt decât cel anterior—fuziunea finală a siliciului cu producere de nichel își consumă resursele într-un timp de ordinul zilelor. Steaua ajunge să aibă o structură stratificată, în cele exterioare consumându-se elemente ce fuzionează mai ușor.
În ultimele etape, elemente din ce în ce mai grele suferă fuziune nucleară, și energia de legătură a nucleelor relevante crește. Fuziunea produce niveluri de energie din ce în ce mai joase, și la energii ale miezului din ce în ce mai mari, au loc fotodezintegrarea și captarea electronilor, ceea ce determină pierderi de energie în miez și o accelerare generală a proceselor de fuziune pentru a menține echilibrul hidrostatic. Această escaladare culminează cu producerea de nichel-56, element ce nu mai poate produce energie prin fuziune (deși produce fier-56 prin dezintegrare radioactivă). Ca rezultat, se formează un miez de nichel-fier care nu mai poate produce presiune spre exterior la nivelul necesar pentru a susține restul structurii. Ea poate susține copleșitoarea masă a stelei doar prin presiunea de degenerare a electronilor din miez. Dacă steaua este suficient de mare, atunci miezul de nichel-fier ajunge în cele din urmă să depășească limita Chandrasekhar (1,38 mase solare), punct în care acest mecanism nu mai rezistă. Forțele care țin nucleele atomice întregi în straturile interioare ale miezului cedează, miezul implodează din cauza propriei mase, și nu mai poate porni niciun proces de fuziune care să se declanșeze și să împiedice și de această dată colapsul.

#### Colapsul miezului
Miezul se prăbușește în el însuși cu viteze ce ating 70.000 km/s (0,23c), ducând la o creștere rapidă a temperaturii și densității. Procesele cu pierdere de energie ce au loc în miez încetează să mai fie în echilibru. Prin fotodezintegrare, radiațiile gamma descompun fierul în nuclee de heliu și în neutroni liberi, absorbind energie, în timp ce electronii și protonii fuzionează prin captură de electroni, producând neutroni și neutrini electronici care părăsesc steaua.
Într-o supernovă de tip II, miezul de neutroni nou format are o temperatură inițială de aproximativ 100 miliarde de kelvini (100 GK); de 6000 de ori mai mare ca temperatura centrului Soarelui. Mare parte din această energie termică trebuie eliberată pentru a se forma o stea neutronică stabilă, și aceasta se realizează printr-o nouă eliberare de neutrini. Acești neutrini „termici” se formează sub formă de perechi neutrino-antineutrino de toate aromele, și totalizează de câteva ori numărul de neutrini rezultați din capturarea electronilor. Aproximativ 1046 jouli de energie gravitațională—aproximativ 10% din masa de repaus a stelei—sunt convertiți într-o explozie de neutrini cu durata de zece secunde, principalul produs al evenimentului. Aceștia transportă energie de la miez și accelerează colapsul, deși o parte din ei pot fi reabsorbiți ulterior de straturile exterioare ale stelei pentru a furniza energie exploziei supernova.
Miezul interior ajunge în cele din urmă la un diametru de aproximativ 30 km, și o densitate comparabilă cu cea a unui nucleu atomic, iar continuarea colapsului este oprită brusc de forța nucleară tare și de presiunea de degenerare a neutronilor. Materia în prăbușire, oprită brusc, reculează, producând o undă de șoc ce se propagă spre exterior. Simulările computerizate indică faptul că această undă de șoc nu cauzează în mod direct explozia supernova; în schimb, ea se oprește în câteva milisecunde în partea exterioară a miezului pierzând energie prin disocierea de elemente grele, și un proces care nu a fost înțeles încă în mod clar este necesar pentru a permite straturilor exterioare ale miezului să reabsoarbă aproximativ 1044 jouli de energie, care produce explozia vizibilă. Cercetările actuale se concentrează pe ipoteza unui proces bazat pe o combinație de reîncălzire de neutrini, efecte de rotație și efecte magnetice.

Într-o stea masivă și evoluată (a) straturile de elemente suferă fuziune nucleară, formând un miez de fier (b) care ajunge la masa Chandrasekhar și începe să se prăbușească. Partea interioară a miezului este comprimată transformându-se în neutroni (c), iar materialul care cade intră în recul (d) și formează o undă de șoc propagată spre exterior (roșu). Șocul începe să se oprească (e), dar este revigorat de un proces ce ar putea include interacțiunea cu neutrini. Materialul înconjurător este aruncat în afară (f), lăsând doar o rămășiță degenerată.

Când steaua generatoare are sub aproximativ 20 mase solare (în funcție de tăria exploziei și cantitatea de material care cade înapoi), rămășița degenerată a miezului se transformă într-o stea neutronică. Peste această masă, rămășița formează o gaură neagră. (Acest tip de colaps este una din numeroasele explicații pentru exploziile de radiații gamma—ce ar produce, teoretic, o mare cantitate de radiații gamma printr-o explozie hipernova.) Masa-limită, conform teoriei, pentru acest tip de colaps a fost estimată la aproximativ 40–50 de mase solare.
La peste 50 de mase solare, se crede că stelele se prăbușesc direct într-o gaură neagră, fără a forma o supernova, deși incertitudinile din modelele supernovelor fac calculele acestor limite extrem de dificile. De fapt, dovezile recente au arătat că stelele de aproximativ 140–250 mase solare, cu o proporție relativ scăzută de elemente mai masive ca heliul, ar putea forma supernove fără a lăsa în urmă găuri negre. Acest rar tip de supernova se formează printr-un mecanism alternativ (parțial analog celui de la exploziile de tip Ia) care nu necesită existența unui miez de fier. Un astfel de exemplu este supernova de tip II SN 2006gy, estimată la 150 de mase solare, și care a demonstrat că explozia unei astfel de stele masive diferă fundamental de predicțiile teoretice fundamentale.

#### Curbele de lumină și spectrele neobișnuite

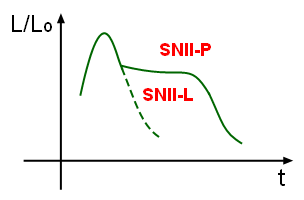
Acest grafic al luminozității în funcție de timp prezintă forme caracteristice ale curbelor de lumină pentru o supernovă de tipurile II-L și II-P.

Curbele de lumină pentru supernovele de tip II se disting prin prezența liniilor de absorbție Balmer ale hidrogenului în spectru. Aceste curbe de lumină au o viteză de degradare de 0,008 magnitudini pe zi; mult mai scăzute decât viteza de degradare a supernovelor de tip I. Cele de tip II se subîmpart în două clase, depinzând dacă există un platou pe curba de lumină (tip II-P) sau viteza de degradare evoluează liniar (tipul II-L). Viteza netă de degradare este mai mare, de 0,012 magnitudini pe zi la tipul II-L, prin comparație cu 0,0075 magnitudini pe zi la tipul II-P. Se crede că diferența de formă a curbelor de lumină este cauzată, în cazul supernovelor de tip II-L, de expulzarea unei mari părți a stratului exterior de hidrogen a stelei.
Faza de platou a supernovelor de tip II-P se datorează unei schimbări a opacității stratului exterior. Unda de șoc ionizează hidrogenul din celelalte straturi, ceea ce duce la o creștere a opacității. Aceasta împiedică fotonii din părțile interioare ale exploziei să iasă. După ce hidrogenul se răcește suficient pentru a se recombina, stratul exterior redevine transparent.
Din supernovele de tipul II cu trăsături neobișnuite în spectre, cele de tipul IIn ar putea fi produse de interacțiunea materialului expulzat cu materialul circumstelar. Supernovele de tip IIb sunt foarte probabil stele masive care au pierdut mare parte din învelișul de hidrogen din cauza atracției unei stele companion. Pe măsură ce materia expulzată de o supernovă de tip IIb se extinde, stratul de hidrogen devine rapid foarte subțire și lasă să se vadă straturile interioare.
Magnitudinea absolută maximă a supernovelor de tip II nu este constantă, ele fiind mai slabe decât cele de tipul Ia. De exemplu, SN 1987A, cu luminozitate joasă, a avut o magnitudine absolută vizuală maximă de -15,5 (magnitudine aparentă +3 pentru o distanță de 51 kpc), prin comparație cu -19,3 cât este pentru cele de tipul Ia.

### Asimetrie
O problemă demult nerezolvată în ce privește supernovele o constă necesitatea unei explicații pentru viteza mare de îndepărtare de centru a obiectului compact rămas după explozie. (s-a observat că stelele neutronice, ca pulsari, au viteze mari; probabil că și găurile negre, dar ele sunt mult mai greu de observat când sunt izolate.) Impulsul inițial poate fi substanțial, propulsând un obiect de mai mult de o masă solară la o viteză de 500 km/s sau chiar mai mare. Se crede că aceasta s-ar datora unei asimetrii a exploziei, dar mecanismul prin care acest impuls este transferat obiectului compact rămâne un mister. Printre explicațiile posibile aduse acestui fenomen se numără convecția din steaua în colaps și producerea de jeturi în timpul formării stelei neutronice.

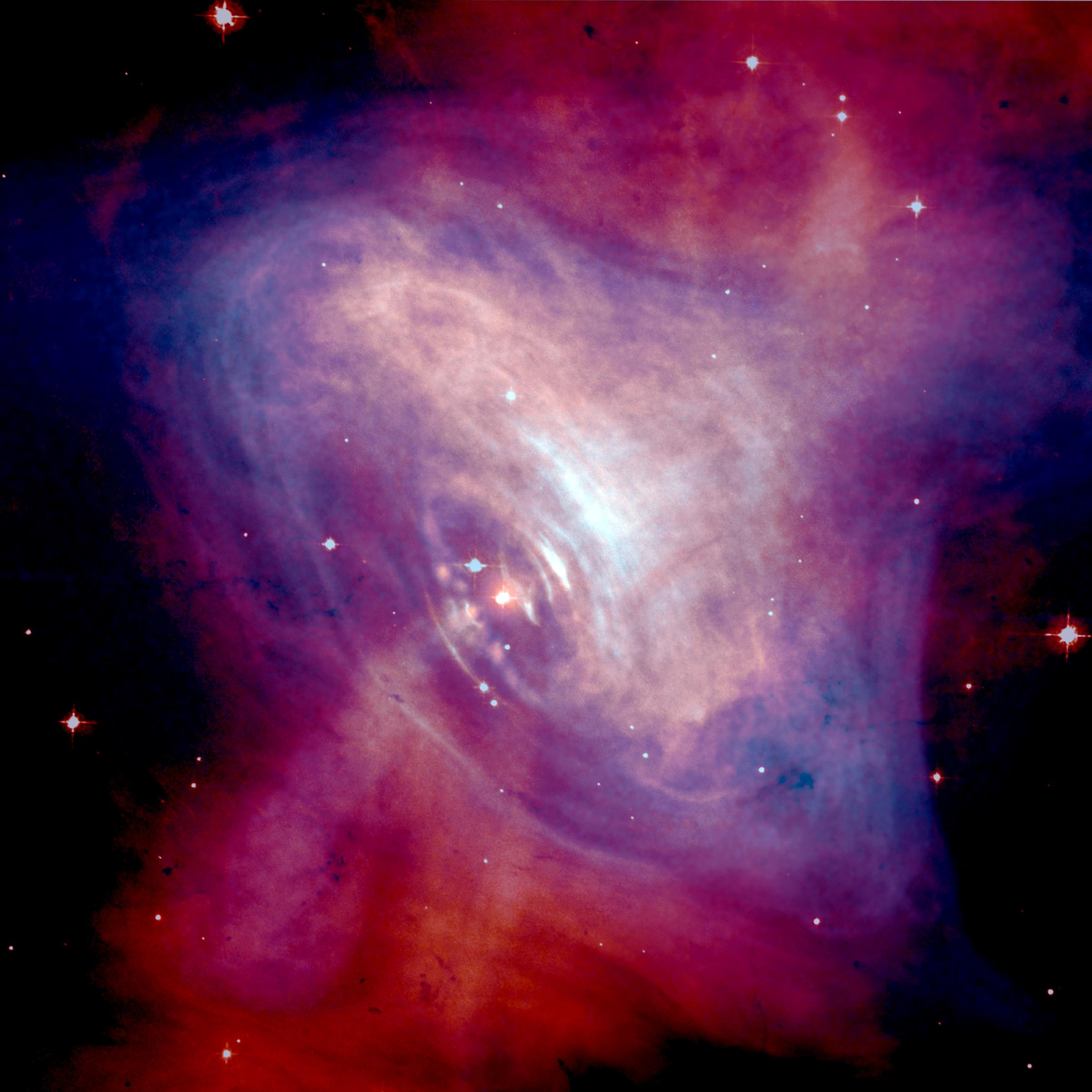
Această imagine compusă prezintă radiație de raze X (albastru) și de lumină vizibilă (roșu) din centrul regiunii Nebuloasei Crabului. Un pulsar aflat în apropierea centrului propulsează particule aproape de viteza luminii. Această stea neutronică se deplasează cu circa 375 km/s. NASA/CXC/HST/ASU/J. Hester et al.

Una dintre explicațiile asimetriei exploziei este convecția pe scară largă deasupra centrului. Convecția poate crea variații în distribuția locală a elementelor, ceea ce are ca rezultat o fuziune nucleară neregulată în timpul colapsului și a exploziei ce-i urmează.
O altă explicație posibilă o constituie acreția de gaz înspre steaua neutronică centrală ce poate crea un disc ce generează jeturi direcționate, propulsând materie la viteze mari, și generând șocuri. Aceste jeturi ar putea juca un rol crucial în supernova rezultată.
Asimetrii în fazele incipiente ale exploziilor au fost confirmate și în supernove de tip Ia prin observații. Acest rezultat poate să însemne că luminozitatea inițială a acestui tip de supernove ar putea să depindă de unghiul de observație. Explozia devine, însă, mai simetrică cu trecerea timpului. Primele asimetrii sunt detectabile prin măsurarea polarizării luminii emise.

### Producția de energie
Întrucât au un model funcțional similar, supernovele de tipurile Ib, Ic și diferite supernove de tipul II sunt denumite împreună supernove cu colaps al miezului. O diferență fundamentală între supernovele de tip Ia și cele cu colaps al miezului îl constituie sursa de energie pentru radiația emisă în apropierea maximului curbei de lumină. Stelele ce produc supernove cu colaps al miezului sunt stele cu straturi exterioare extinse și care pot atinge un grad de transparență cu o expansiune relativ redusă. Mare parte din energia care alimentează emisia la maximul de luminozitate provine din unda de șoc ce încălzește și împinge straturile exterioare.
Stelele ce generează supernove de tipul Ia, pe de altă parte, sunt obiecte compacte, mult mai mici (dar mai masive) decât Soarele, care trebuie să se expandeze (astfel răcindu-se) enorm înainte de a deveni transparente. Căldura din explozie se disipă în expansiune și nu mai este disponibilă pentru generarea de lumină. Radiația emisă de supernovele de tip Ia se poate, astfel, atribui în totalitate dezintegrării radionuclidelor produse în explozie; în principal nichel-56 (cu un timp de înjumătățire de 6,1 zile) și produsul său cobalt-56 (cu un timp de înjumătățire de 77 zile). Razele gamma emise în timpul acestei dezintegrări nucleare sunt absorbite de materialul aruncat, care astfel se încălzește și devine incandescent.
Pe măsură ce materialul împrăștiat de o supernovă cu colaps al miezului se îndepărtează și se răcește, dezintegrarea nucleară ajunge în cele din urmă să devină principala sursă de energie a emisiei de lumină și în acest caz. O supernovă puternică de tipul Ia poate arunca 0,5–1,0 mase solare de nichel-56, iar o supernovă cu colaps al miezului probabil aruncă aproape 0,1 mase solare de nichel-56.

## Impact interstelar

### Sursă de elemente grele
Supernovele sunt o sursă-cheie de elemente mai grele decât oxigenul. Aceste elemente sunt produse prin fuziune nucleară (pentru fier-56 și elemente mai ușoare), și prin nucleosinteză în timpul exploziei pentru elementele mai grele decât fierul. Supernovele sunt cel mai probabil candidat pentru r-proces, o formă rapidă de nucleosinteză ce are loc în condiții de temperatură ridicată și de mare densitate de neutroni. Reacțiile produc nuclei foarte instabili, bogați în neutroni. Aceste forme sunt instabile și suferă dezintegrare beta foarte rapid înspre forme mai stabile.
Reacția r-proces, care se presupune că are loc în supernovele de tipul II, produce aproximativ jumătate din toate celelalte elemente existente în univers dincolo de fier, inclusiv plutoniu, uraniu și californiu. Singurul alt proces major ce produce elemente mai grele decât fierul este s-procesul din stelele gigante roșii, mari și vechi, unde se produc aceste elemente mult mai lent, și oricum nu elemente mai grele decât plumbul.

### Rolul în evoluția stelară
Rămășița unei supernove constă dintr-un obiect compact și o undă de șoc de material ce se extinde rapid. Acest nor de material mătură mediul interstelar înconjurător într-o fază de expansiune liberă, ce poate dura până la două secole. Unda apoi trece, treptat, printr-o perioadă de expansiune adiabatică, și se va răci și se va amesteca încet cu mediul interstelar înconjurător de-a lungul unei perioade de aproximativ 10.000 de ani.
În astronomia standard, Big Bangul a produs hidrogen, heliu și puțin litiu, pe când toate celelalte elemente mai grele au fost sintetizate în stele și supernove. Supernovele tind să îmbogățească mediul interstelar cu metale, termen ce înseamnă, pentru astronomi, toate elementele în afara hidrogenului și heliului, definiție diferită de cea din chimie.

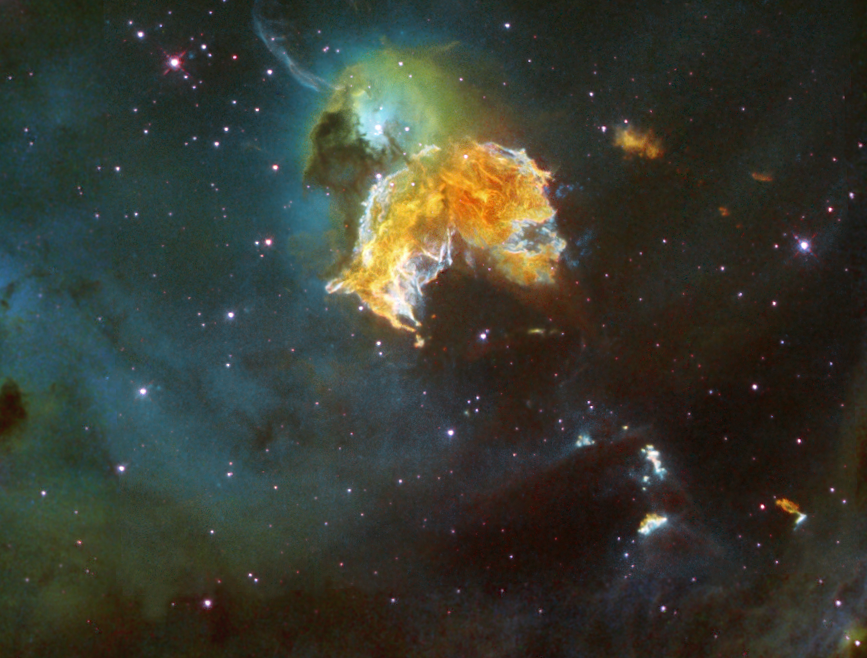
Rămășița de supernovă N 63A în interiorul unei regiuni neregulate de gaz și praf în Marele nor magellanic. Imagine NASA.

Aceste elemente injectate îmbogățesc în cele din urmă norii moleculari în care se formează stelele. Astfel, fiecare generație stelară are o compoziție ușor diferită, de la un amestec aproape pur de hidrogen și heliu până la o compoziție mai bogată în metale. Supernovele sunt mecanismul principal de distribuție în spațiu al acestor elemente grele, formate într-o stea în perioada sa de fuziune nucleară. Abundența diferită de elemente în materialul ce formează o stea are o importantă influență asupra vieții stelei, și ar putea influența decisiv  posibilitatea existenței de planete pe orbita acesteia.
Energia cinetică a unei rămășițe de supernovă în expansiune poate declanșa formarea de stele din cauza compresiei norilor moleculari denși aflați în spațiul din apropiere. Creșterea de presiune turbulentă poate și preveni formarea de stele dacă norul nu poate pierde energia în exces.
Dovezi din produsele rezultate din izotopii radioactivi arată că o supernovă aflată în apropiere a ajutat la determinarea compoziției Sistemului Solar acum 4,5 miliarde de ani, și ar fi putut chiar să fi declanșat formarea acestui sistem.

### Impactul asupra Pământului
O supernovă apropiată de Pământ este o explozie ce ar avea ca rezultat moartea unei stele aflate suficient de aproape de Pământ (la mai puțin de 100 ani-lumină) pentru a avea efecte observabile asupra biosferei. Razele gamma de la o supernovă induc o reacție chimică în straturile superioare ale atmosferei, reacție ce transformă azotul molecular în oxizi azotici, consumând suficient din stratul de ozon pentru a expune suprafața planetei la radiații solare și cosmice dăunătoare. Aceasta este una din cauzele presupuse ale dispariției de specii de la sfârșitul ordovicianului, când aproape 60% din formele de viață oceanice de pe Pământ au murit. 
În 1996, s-a teoretizat că urme ale fostelor supernove ar putea fi detectabile pe Pământ sub formă de izotopi metalici aflați în straturile de rocă. În consecință, s-a observat creșterea cantității de fier-60 în rocile de pe fundul Oceanului Pacific.
Supernovele de tip Ia ar putea fi, potențial, cele mai periculoase dacă au loc suficient de aproape de Pământ. Întrucât supernovele de tip Ia apar din stelele slabe din categoria piticelor albe, este posibil ca o supernovă ce ar putea afecta Pământul să apară pe neprevăzute într-un sistem solar care nu a fost bine studiat. O teorie sugerează că o supernovă de tip Ia ar trebui să fie mai aproape de o mie de parseci (3300 ani-lumină) pentru a afecta Pământul. Cel mai apropiat candidat cunoscut este IK Pegasi (vezi mai jos). 
Estimările recente prezic că o supernovă de tip II ar trebui să fie mai aproape de opt parseci (26 ani-lumină) pentru a distruge jumătate din stratul de ozon al Pământului.

## Candidate din Calea Lactee

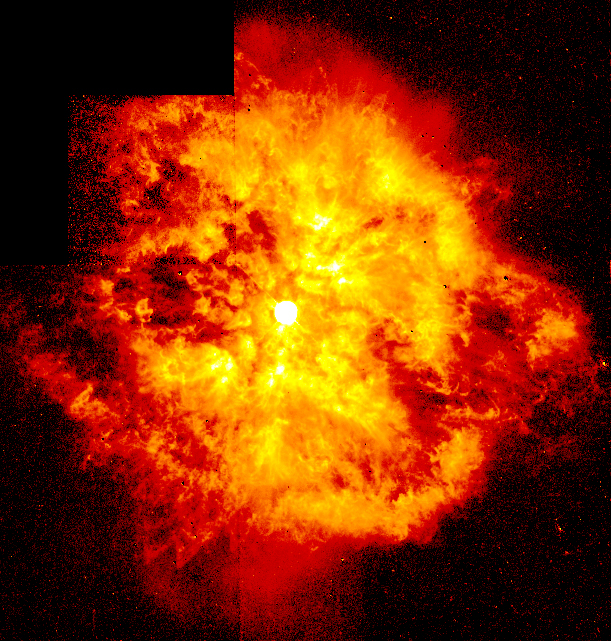
Nebuloasa din jurul stelei Wolf-Rayet WR124, aflată la o distanță de aproximativ 21.000 de ani lumină. Imagine NASA.

Mai multe stele mari din Calea Lactee ar fi posibile supernove în următoarele câteva mii–sute de milioane de ani. Printre acestea se numără Rho Cassiopeiae, Eta Carinae, RS Ophiuchi, U Scorpii, steaua Kitt Peak Downes KPD1930+2752, HD 179821, IRC+10420, VY Canis Majoris, Betelgeuse, Antares și Spica.
Multe stele Wolf-Rayet, cum ar fi Gamma Velorum WR 104, și cele din clusterul Quintuplet, sunt și ele considerate posibile precursoare ale unei supernove în viitorul apropiat.
Cea mai apropiată stea-candidat de supernovă este IK Pegasi (HR 8210), aflată la 150 ani-lumină. Acest sistem binar cu orbită mică constă dintr-o stea din secvența principală și o pitică albă, aflate una de alta la o distanță de 31 milioane de kilometri. Pitica are o masă estimată de 1,15 ori masa Soarelui. Se estimează că după câteva milioane de ani, pitica albă ar putea aduna prin acreție masa critică pentru a deveni o supernovă de tip Ia.

## Lectura suplimentară
- Bethe, Hans (1990). „SUPERNOVAE. By what mechanism do massive stars explode?” (PDF). Physics Today. 43 (9): 24–27. doi:10.1063/1.881256. Arhivat din original (PDF) la 17 decembrie 2008. Accesat în 23 septembrie 2009.

- Croswell, Ken (1996). The Alchemy of the Heavens: Searching for Meaning in the Milky Way. Anchor Books. ISBN 0385472145. Descriere la nivelul culturii științifice generale.

- Filippenko, Alexi V. (1997). „Optical Spectra of Supernovae”. Annual Review of Astronomy and Astrophysics. 35: 309–355. doi:10.1146/annurev.astro.35.1.309. Articol ce descrie clasele spectrale de supernove.

- Takahashi, K.; Sato, K.; Burrows, A.; Thompson, T. A. (2003). „Supernova Neutrinos, Neutrino Oscillations, and the Mass of the Progenitor Star”. Physical Review D. 68 (11): 77–81. doi:10.1103/PhysRevD.68.113009. Arhivat din original la 25 mai 2008. Accesat în 28 noiembrie 2006. |article= ignorat (ajutor) Trecere în revistă a supernovelor.

- Hillebrandt, Wolfgang (2006). „How to Blow Up a Star”. Scientific American. 295 (4): 42–49. doi:10.1038/scientificamerican1006-42.

- Woosley, Stan (2005). „The Physics of Core-Collapse Supernovae”. Nature Physics (PDF). 1 (3): 147–154. arXiv:astro-ph/0601261 . doi:10.1038/nphys172.—legătură spre un articol în formă finală trimis revistei Nature.